# フラッシネッレ・ポレージネ
フラッシネッレ・ポレージネ（伊: Frassinelle Polesine）は、イタリア共和国ヴェネト州ロヴィーゴ県にある、人口約1,300人の基礎自治体（コムーネ）。

## 地理

### 位置・広がり

#### 隣接コムーネ
隣接するコムーネは以下の通り。
- アルクア・ポレージネ
- カナーロ
- フィエッソ・ウンベルティアーノ
- ピンカーラ
- ポレゼッラ
- ヴィッラマルツァーナ

### 気候分類・地震分類
フラッシネッレ・ポレージネにおけるイタリアの気候分類 (it) および度日は、zona E, 2466 GGである。
また、イタリアの地震リスク階級 (it) では、zona 3 (sismicità bassa) に分類される。

## 行政

### 分離集落
フラッシネッレ・ポレージネには、以下の分離集落（フラツィオーネ）がある。
- Caporumiatti, Casotti, Chiesa, Crociara, Le Cornere, Passo di Villamarzana, Viezze